# Миневский, Андрей Петрович
Андрей Петрович Миневский (бел. Андрэй Пятровіч Мінеўскі; 16 июля 1969, Гродно, Белорусская ССР, СССР) — советский, белорусский гандболист. Чемпион Игр XXV Олимпиады в Барселоне (Испания) 1992 г. Заслуженный мастер спорта СССР (1992).

## Карьера
Первый тренер — Валентина Рябцева. Выступал за СКА (Минск), клубы Германии («Лентцингхаузен», 4-я лига) — 1993—1994, («Золинген») — 1994—1996, («Мюльхайм-Кэрлих-Базенхайм») — 1997—1998, («Трир») — 1998—2002, («Дрезден») — 2002—2003. С 2004 года тренирует клуб «Дрезден».

## Семья
Супруга — Светлана Миневская (Жихарёва), двукратная чемпионка мира по гандболу. Дочь — Евгения (Женя), гандболистка и игрок сборной Германии.